# Szölkup nyelv
A szölkup nyelv (saját elnevezéseivel шöльӄумыт əты / šöl’qumyt əty, magyarul emellett szelkup, a többi elnevezést ld. lejjebb) a  déli szamojéd nyelvek utolsó még beszélt tagja, de olyan kis létszámú népesség használja, hogy a nyelv kihalása szinte bizonyosnak mondható. Az Ob felső és középső folyásának vidékén kb. 250 000 négyzetkilométernyi területen 1989-ben három, egymást alig-alig megértő nyelvjárásban 1716-an beszélték, és körülbelül még ugyanennyien vallották magukat szölkupnak, míg a terület orosz ajkú lakossága ennek a sokszorosa. A 2010-es években még  tovább csökkent szölkup beszélőinek száma, így jelenleg veszélyeztetett nyelvnek számít. A szölkupok magukat nem tartják egységes népnek, társadalmuk rettentő bonyolult, az északi és déli nyelvjárásokban a számontartott frátriák tagjai más és más szabályok szerint kell házasodjanak a sok szintű hagyományos házasodási osztályokból. Régebben hívták őket hibásan osztják szamojédoknak. Valójában évezredek óta már semmi közük az obi-ugor osztjákokhoz.
A nyelv különböző saját elnevezései (cirill betűs írással és latin betűs fonetikus átírással):
| шӧльӄумыт әты    | šöľqumyt әty    |
| чумыль ӄумыт әты | čumyľ qumyt әty |
| сӱccӱ ӄумыт әты  | śüssü qumyt әty |
| шӧш ӄумыт әты    | šöš qumyt әty   |
| тӱй ӄумыт әты    | tüj qumyt әty   |

Nyelvükben van alanyi és  tárgyas igeragozás, ami nemcsak a többi szamojéd nyelv jellemzője, hanem a magyar és a mordvin nyelvé is. A másik jellegzetesség a főnévragozásban az élő és az élettelen megkülönböztetése, ami egyetlen más uráli nyelvben sem fordul elő.
A középkor és kora újkor folyamán a szölkup volt a belső szibériai népek közti párbeszéd eszköze (lingua franca). A 20. század végén a nyelv egyik ismert kutatója volt Jevgenyij Arnoldovics Helimszkij. Nálunk Simon Kuper és Pusztay János jelentetett meg egy szölkup társalgási könyvet (Szelkupszkij razgovornik. Narimszkij dialekt, 1993).

## Jellemzők

### Szölkup szavak
- aakaj - állkapocs
- esyš - lesz
- ilaš - ápolni, dajkálni
- musaš - mosni
- njimaš - szoptat
- oopty - haj
- peptej - száj
- soq - hegyfok
- šaral - kemény, erős
- tembal - savanyú, keserű
- Tőszámnevek 1-10-ig:
- 1 ukkir
- 2 šitti
- 3 nakir
- 4 tetti
- 5 sompila
- 6 muktit
- 7 sel'či
- 8 šittičaköt
- 9 ukkirčaköt
- 10 köt
- Igemódjai:
- kijelentő
- latenivus
- feltételes
- coniunctivus